# Arrivée d’un train à Perrache
Pour plus de détails, voir Fiche technique et Distribution.
Arrivée d’un train à Perrache est un court métrage documentaire muet français réalisé par Louis Lumière en 1896.

## Description
Un train entre en gare de Perrache. Un homme sur le quai est bousculé par une voiture à bagages. Un employé de la compagnie ouvre les portes. Des voyageurs descendent sur le quai, d'autres montent dans le train.

## Remarque
L'arrivée en train dans une gare est un sujet privilégié des frères Lumière dans leurs premiers films (Louis Lumière en filmera de nombreux). Mais d'autres réalisateurs ne sont pas en reste. Ainsi, le premier film du catalogue Pathé s'intitule Arrivée d'un train en gare de Bel-air, puis dans le catalogue Méliès on trouve Arrivée d'un train en gare de Joinville et Arrivée d'un train en gare de Vincennes. En fait si l'on tente de lister les films sur le sujet tournés entre 1895 et 1900, on dépasse vite la centaine.

## Fiche technique
- Titre original : Arrivée d’un train à Perrache
- Réalisation : Louis Lumière
- Production : Société Lumière
- Lieu de tournage : gare de Perrache à Lyon (France)
- Pays d'origine : France
- Vue no  : 127
- Genre : Documentaire
- Format : Court métrage — Muet — Noir et blanc - 1,30:1
- Durée : 43 s
- Date de réalisation : 1896
- Dates de sortie :
  -  France : 23 mars 1896 à Reims
  -  France : 23 août 1896 à Lyon
  -  Italie : 26 juin 2016 à la Il cinema ritrovato

## Sources
- Catalogue Lumière, « Arrivée d’un train à Perrache » (consulté le 10 février 2024).